# Plauen
Plauen é uma cidade da Alemanha localizada na região administrativa de Chemnitz, estado da Saxônia, distrito de Vogtlandkreis.
Plauen foi uma cidade independente (Kreisfreie Städte) ou distrito urbano (Stadtkreis), até 31 de julho de 2008, quando passou a fazer parte do distrito de Vogtlandkreis.

## Clima

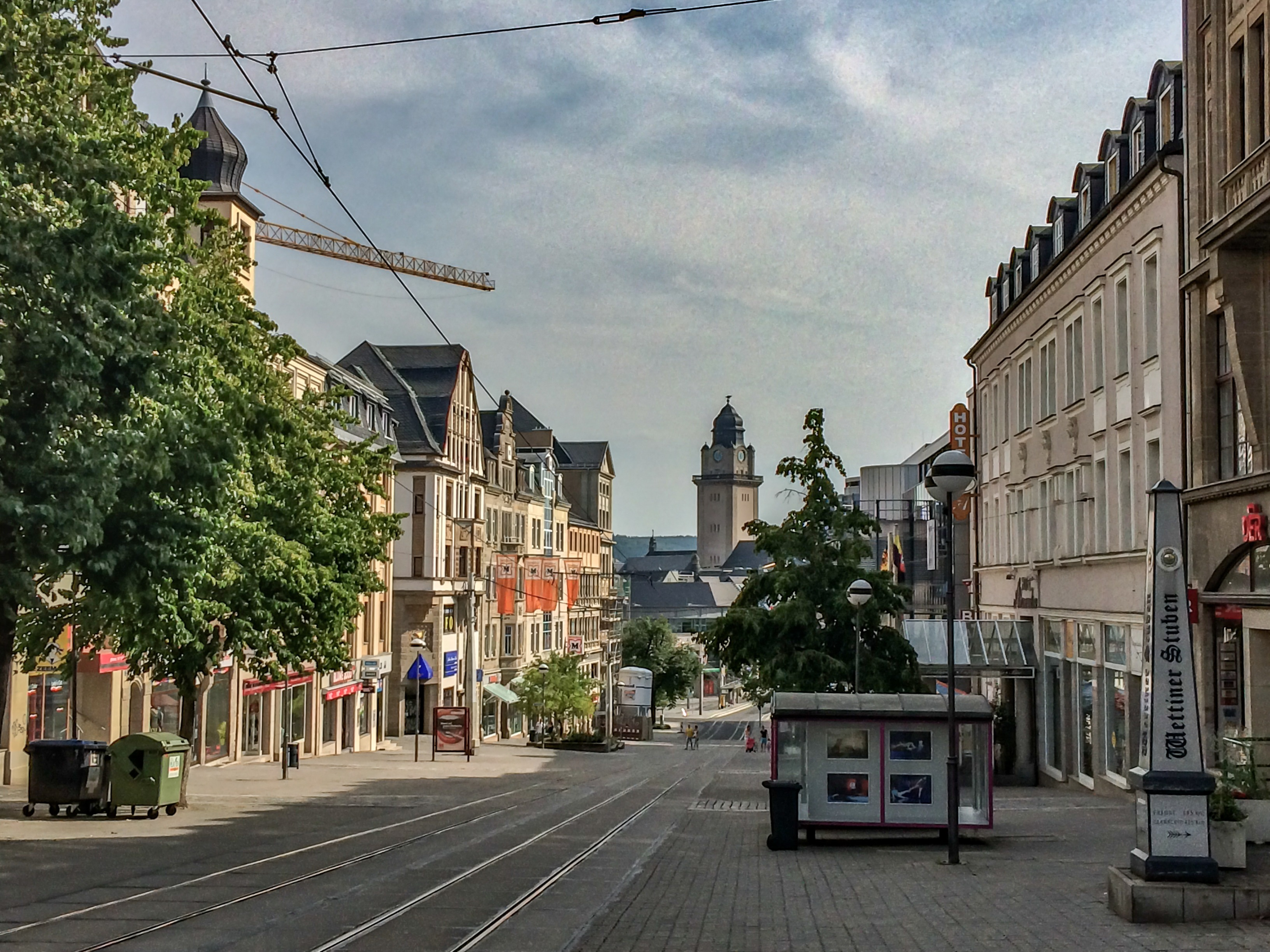
Plauen downtown

| Dados climatológicos para Plauen | Dados climatológicos para Plauen | Dados climatológicos para Plauen | Dados climatológicos para Plauen | Dados climatológicos para Plauen | Dados climatológicos para Plauen | Dados climatológicos para Plauen | Dados climatológicos para Plauen | Dados climatológicos para Plauen | Dados climatológicos para Plauen | Dados climatológicos para Plauen | Dados climatológicos para Plauen | Dados climatológicos para Plauen | Dados climatológicos para Plauen |
| Mês                              | Jan                              | Fev                              | Mar                              | Abr                              | Mai                              | Jun                              | Jul                              | Ago                              | Set                              | Out                              | Nov                              | Dez                              | Ano                              |
| -------------------------------- | -------------------------------- | -------------------------------- | -------------------------------- | -------------------------------- | -------------------------------- | -------------------------------- | -------------------------------- | -------------------------------- | -------------------------------- | -------------------------------- | -------------------------------- | -------------------------------- | -------------------------------- |
| Temperatura máxima recorde (°C)  | 12                               | 18                               | 20                               | 28                               | 29                               | 31                               | 36                               | 34                               | 30                               | 24                               | 18                               | 14                               | 36                               |
| Temperatura máxima média (°C)    | 0                                | 1                                | 7                                | 12                               | 17                               | 21                               | 22                               | 22                               | 18                               | 13                               | 6                                | 3                                | 12                               |
| Temperatura mínima média (°C)    | −4                               | −5                               | −1                               | 2                                | 6                                | 10                               | 12                               | 11                               | 8                                | 5                                | 1                                | −1                               | 4                                |
| Temperatura mínima recorde (°C)  | −23                              | −28                              | −17                              | −12                              | −3                               | 1                                | 4                                | 3                                | −2                               | −5                               | −11                              | −14                              | −28                              |
| Precipitação (mm)                | 43,2                             | 33                               | 40,6                             | 48,3                             | 55,9                             | 76,2                             | 99,1                             | 73,7                             | 45,7                             | 55,9                             | 30,5                             | 35,6                             | 635                              |
| Fonte: 19/12/2009                |                                  |                                  |                                  |                                  |                                  |                                  |                                  |                                  |                                  |                                  |                                  |                                  |                                  |